# Strombus pugilis
Strombus pugilis är en snäckart som beskrevs av Carl von Linné 1758. Strombus pugilis ingår i släktet Strombus och familjen Strombidae. Inga underarter finns listade i Catalogue of Life.

## Bildgalleri

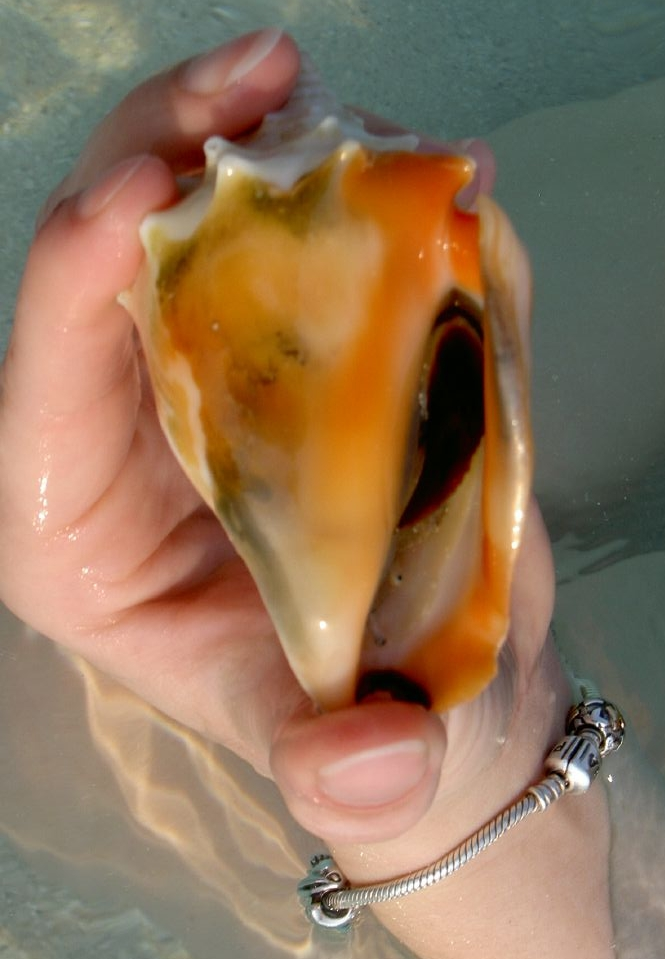